# Jonathan Panzo
Jonathan William Panzo (Londra, 25 ottobre 2000) è un calciatore inglese, difensore del Rio Ave, in prestito dal Nottingham Forest.

## Caratteristiche tecniche
È un difensore centrale  forte fisicamente e dotato di buon senso della posizione. Abile nel gioco aereo, è dotato di una discreta tecnica che gli consente di essere impiegato da terzino sinistro.

## Carriera

### Club
Nato a Londra da genitori di origine ivoriana, ha giocato nel settore giovanile del Chelsea dal 2009 al 2018, quando ha firmato per il Monaco. Con il club del Principato ha disputato la stagione 2018-2019 con la seconda squadra, riuscendo comunque ad esordire fra i professionisti in occasione dell'incontro di Coupe de la Ligue, vinto 1-0 contro il Lorient il 19 dicembre.
Dopo aver fatto la preparazione estiva con la prima squadra l'anno seguente ed aver debuttato in Ligue 1, il 30 agosto 2019 è stato ceduto in prestito al Cercle Bruges.
Terminato il prestito fa ritorno al Monaco, che il 26 agosto 2020 lo cede a titolo definitivo al Digione, club con cui si lega tramite un contratto triennale.
Il 31 gennaio 2022 viene acquistato dal Nottingham Forest.

### Nazionale
Ha giocato numerose partite con le varie nazionali giovanili inglesi.

## Statistiche

### Presenze e reti nei club
Statistiche aggiornate al 16 maggio 2025.
| Stagione        | Squadra           | Campionato      | Campionato | Campionato | Coppe nazionali | Coppe nazionali | Coppe nazionali | Coppe continentali | Coppe continentali | Coppe continentali | Altre coppe | Altre coppe | Altre coppe | Totale | Totale | Totale |
| Stagione        | Squadra           | Comp            | Pres       | Reti       | Comp            | Pres            | Reti            | Comp               | Pres               | Reti               | Comp        | Pres        | Reti        | Pres   | Reti   |        |
| --------------- | ----------------- | --------------- | ---------- | ---------- | --------------- | --------------- | --------------- | ------------------ | ------------------ | ------------------ | ----------- | ----------- | ----------- | ------ | ------ | ------ |
| 2018-2019       | Monaco 2          | N2              | 22         | 1          | -               | -               | -               | -                  | -                  | -                  | -           | -           | -           | 22     | 1      |        |
| 2018-2019       | Monaco            | L1              | 0          | 0          | CF+CdL          | 0+1             | 0               | -                  | -                  | -                  | -           | -           | -           | 1      | 0      |        |
| ago. 2019       | Monaco            | L1              | 2          | 0          | CF+CdL          | 0               | 0               | -                  | -                  | -                  | -           | -           | -           | 2      | 0      |        |
| Totale Monaco   | Totale Monaco     | Totale Monaco   | 2          | 0          |                 | 1               | 0               |                    | -                  | -                  |             | -           | -           | 3      | 1      |        |
| 2019-2020       | Cercle Bruges     | D1              | 17         | 0          | CB              | 1               | 0               | -                  | -                  | -                  | -           | -           | -           | 18     | 0      |        |
| 2020-2021       | Digione           | L1              | 22         | 0          | CF              | 1               | 0               | -                  | -                  | -                  | -           | -           | -           | 23     | 0      |        |
| 2021-feb. 2022  | Digione           | L2              | 0          | 0          | CF              | 3               | 0               | -                  | -                  | -                  | -           | -           | -           | 3      | 0      |        |
| Totale Digione  | Totale Digione    | Totale Digione  | 22         | 0          |                 | 4               | 0               |                    | -                  | -                  |             | -           | -           | 26     | 0      |        |
| 2021-feb. 2022  | Digione 2         | N3              | 4          | 0          | -               | -               | -               | -                  | -                  | -                  | -           | -           | -           | 4      | 0      |        |
| feb.-giu. 2022  | Nottingham Forest | FLC             | 1          | 0          | FACup+CdL       | 0               | 0               | -                  | -                  | -                  | -           | -           | -           | 1      | 0      |        |
| 2022-2023       | Coventry City     | FLC             | 29+2       | 1          | FACup           | 1               | 0               | -                  | -                  | -                  | -           | -           | -           | 32     | 1      |        |
| 2023-gen. 2024  | Cardiff City      | FLC             | 4          | 0          | CdL             | 1               | 0               | -                  | -                  | -                  | -           | -           | -           | 5      | 0      |        |
| gen-giu. 2024   | Standard Liegi    | 1D              | 5+6        | 0+1        | CB              | 0               | 0               | -                  | -                  | -                  | -           | -           | -           | 11     | 1      |        |
| 2024-2025       | Rio Ave           | PL              | 18         | 1          | CP              | 3               | 0               | -                  | -                  | -                  | -           | -           | -           | 21     | 1      |        |
| Totale carriera | Totale carriera   | Totale carriera | 138        | 4          |                 | 11              | 0               |                    | -                  | -                  |             | -           | -           | 148    | 4      |        |

## Palmarès

### Club

#### Competizioni giovanili
- FA Youth Cup: 1

Chelsea: 2017-2018

### Nazionale
- Campionato mondiale Under-17: 1

India 2017